# Rock Creek (Minnesota)
Rock Creek – miasto w Stanach Zjednoczonych, w stanie Minnesota, w hrabstwie Pine.